# Lost Without Your Love
Lost Without Your Love è il sesto e ultimo album in studio del gruppo rock statunitense Bread, pubblicato nel 1977.

## Tracce
1. Hooked on You – 2:18
2. She's the Only One – 3:00
3. Lost Without Your Love – 2:56
4. Change of Heart – 3:18
5. Belonging – 3:17
6. Fly Away – 3:05
7. Lay Your Money Down – 2:41
8. The Chosen One – 4:40
9. Today's the First Day – 3:24
10. Hold Tight – 3:05
11. Our Lady of Sorrow – 4:14

## Formazione
- David Gates - voce, chitarra, basso, tastiere
- James Griffin - voce, chitarra, tastiere
- Larry Knechtel - tastiere, basso, chitarra
- Mike Botts - batteria